# Anokrácia
Az anokrácia olyan politikai rendszer, amely részben demokrácia, részben diktatúra, más megfogalmazásban olyan rezsim, amelyben demokratikus és autokratikus vonások keverednek.
Összefoglalva úgy szokták leírni, mint olyan politikai rendszer, melyet a politikai instabilitás, hatékonytalanság jellemez. Egy anokráciában csupán minimális és nem intézményesült a politikai verseny, a végrehajtó hatalom vezetőjének folyamatosan kihívásokkal kell megküzdenie más rivális vezetők tevékenysége miatt. Rendkívül érzékeny a fegyveres konfliktusok és a váratlanul bekövetkező kedvezőtlen változásokra. Tulajdonképpen az anokrácia az erő, a kontrolláció, a vezérlés hiányát jelenti.
Másik definíció szerint ez a típusú politikai rendszer egyfajta ötvözete a demokratikus és autokratikus jellemzőknek. Ezáltal az adott állam megközelíti, de nem éri el az autokráciákra jellemző szélsőséges állapotot. Ez a rendszer engedélyezi egyes ellenzéki csoportosulások létezését, de politikai részvételét erős korlátok közé szorítja. Továbbá rendelkeznek olyan demokratikus intézményekkel, melyek elhanyagolható mértékben lehetővé teszik a politikai versenyt.

## Mérhetősége
A „polity data series” mára széles körben elterjedt adatbázis, mely segítséget nyújt, hogy kvantitatív módszerrel osztályozzuk a politikai rendszereket. Megalkotása Ted Robert Gurr  nevéhez fűződik. A mérések két 11 fokú skálán történnek, a demokratikus értékeket vizsgáló skála 0-tól 10-ig vesz fel értéket, míg az autokratizmust vizsgáló −10-től 0-ig. Ahhoz, hogy meg tudjuk határozni, milyen értékeket rendeljünk az adott ország skáláihoz, olyan fontos információkat kell figyelembe venni, mint az állam versenyképessége, gazdasági és társadalmi nyitottsága, a politikai részvétel természete, vagy éppen a fékek és egyensúlyok rendszerének beágyazottsága. Demokratikusnak lehet nevezni egy rendszert, ha az eredménye 6 vagy annál nagyobb, míg autokratizmusnak, ha −6 vagy annál kisebb. A közepes értékeket (−5-től 5-ig) felvevő rendszert nevezzük anokráciának.
|            | minimumérték | maximumérték |
| ---------- | ------------ | ------------ |
| autokrácia | −10          | −6           |
| anokrácia  | −5           | 5            |
| demokrácia | 6            | 10           |

## Anokratikus vonások

### Emberi jogok
Az anokratikus rezsimek politikai instabilitása miatt az emberijog-sértések száma jelentősen magasabb ezekben az államokban, mint a demokráciákban. Maplecroft's 2014 Human Rights Risk Atlas nevű indikátora szerint 2014-ben az emberi jogokat legnagyobb mértékben megsértő 10 állam közül 8 anokrácia volt. A politikai rendszerek közti átmenet, jelen esetben a demokratizálódás folyamata sokszor jár együtt megnövekvő számú jogsértéssel. Tökéletes példa erre a 2010-ben Észak-Afrikában lángra lobbanó forradalmi hullám, az Arab Tavasz. Azonban amikor az adott rezsim eléri a demokratikus berendezkedés küszöbét ez probléma csökkenő tendenciát vehet fel.

### Erőszak és terror
Statisztikák támasztják alá, hogy az anokráciákban tízszer nagyobb valószínűséggel tör ki államon belüli konfliktus, mint a demokráciákban; és kétszer nagyobb valószínűséggel, mint az autokráciákban. A „More Murder in the Middle” elmélet szerint a nagyszámú erőszakos tevékenység és konfliktus oka az anokratikus rezsimek instabil jellege, melyben az elitek megosztottsága, a társadalmi egyenlőtlenség, és a fennálló szociális rend folyamatos veszélyeztetettsége kényszeríti rá a kormányzó réteget a politikai elnyomásra és az állami terrorra. Az állami terror mellett az állam ellen irányuló különböző terrorcselekmények száma is az anokráciákban a legmagasabb.

### Polgárháború
Egy demokrácia anokráciává való átalakulás könnyen vezethet polgárháború kitöréséhez. Az átalakuló állam társadalma nem képes elfogadni, hogy immáron kevesebb joggal rendelkezik, ennek következtében akár harc árán is kész jogait és szabadságát visszaszerezni. Másrészről viszont az autokráciákból anokrácia felé történő elmozdulásra kevésbé jellemző polgárháborúk kirobbanása. Minél nagyobb változásokkal jár egy átmenet, annál nagyobb valószínűséggel következhet be polgárháborús helyzet.

## Fontosabb anokratikus országok

### Afrikában
A második világháború végével csökkent Európa befolyása afrikai gyarmatai felett. Az 1950-es években meginduló dekolonizációs hullám hatására Afrika országainak tekintélyes része függetlenné vált. Afrika államainak döntő többségét a hidegháborús bipoláris világrend végéig autokráciaként tartjuk számon. Innentől kezdve erős demokratizálódás indul a kontinensen, melynek következtében sok állam megragad az autokráciából demokráciává válás útjának közepén. Ilyen államok például Nigéria, Zimbabwe, Uganda, Szomália.

### Európában
- Oroszország: Nyitott anokráciaként jelenik meg a köztudatban, ami azt jelenti, hogy demokratikus, de nem szabad választások vannak; az állam nem biztosítja némely az embereket megillető jogot; és a sajtó szigorú államhatósági ellenőrzés alá esik. Ezen vonások miatt terjedt el világszerte Oroszország politikai rendszerére az illiberális demokrácia megnevezés.
- Ukrajna: A 2013-ban kirobbant polgárháborúval és Viktor Janukovics elüldözésével kezdődött el az ország politikai rendszerének átmenete, melynek jelenlegi állapota főként anokratikus elemeket tartalmaz.[forrás?]

Továbbá  Dél-Amerikában és Ázsiában is megannyi anokráciát lehet fellelni.

## Sikeres átmenetek anokráciából demokráciába
Például: Mexikó, Tajvan, Ghána.